# Pastel de pichón
El pastel de pichón es un plato tradicional del sudoeste de Inglaterra. Según lo indican registros históricos, estaba relacionado con las zonas de Cornualles, Devon y Gloucestershire. Aunque el nombre sugiere que contiene pichón, en realidad contiene carne de cordero y manzanas. En la década de 1900 se consumía en todo el mundo y sí solía llevar pichón fuera del sudoeste de Inglaterra.

## Origen
Aunque no se sabe a ciencia cierta dónde se elaboró por primera vez el pastel de pichón, está claro que fue en algún lugar del sudoeste de Inglaterra. Existen referencias a su origen en Gloucestershire, Devon y Cornualles. Aunque parece que el pastel de pichón originalmente sí contenía pichones, se han utilizado carne de cordero y manzanas como sustituto desde al menos 1737, con una receta que ha permanecido en los libros de cocina desde entonces. Este error de denominación ha llevado a que el pastel se considere una sorpresa. La carne de pichón se ha descrito como de consistencia tierna y con un ligero sabor a bayas silvestres. Por consiguiente, es posible que la combinación de carne de cordero y manzanas creara un sabor similar. También existe la teoría de que el nombre squab pie  es la abreviatura de squabble pie, ya que tiene su origen en una discusión acerca de servir ya sea un pastel de carne o de manzana.
En Inglaterra, existen muchas variantes del pastel de pichón. Aunque por tradición incluye carne de cordero, el nombre ha pasado a significar «un pastel con muchos ingredientes» o un «pastel de sobras». En Devon, el pastel de pichón suele servirse con crema cuajada (también llamada crema coagulada) o doble crema. Opcionalmente, en los Estados Unidos, se prepara con pichón, donde es conocido como pigeon pie.

## Receta
El pastel consiste en un relleno de carne de carnero con tapa de masa quebrada. Debe prepararse con al menos una capa de cebollas, seguida de capas alternas de manzanas en rodajas y chuletas de carnero. La mezcla debe cubrirse con agua (aunque menos cantidad que la especificada para otros pasteles de carne), taparse con masa y hornearse durante unas dos horas.

### Variantes
En el Reino Unido, la variante más común lleva cordero en lugar de carnero. La receta tal como se preparaba en Gloucester no requería cordero y sugería que podía usarse cualquier tipo de carne sobrante. Es posible incluir otros ingredientes. Por ejemplo, Agatha Christie preparaba una variante que incluía huevos duros y otra receta tomó el concepto de servir el plato con crema cuajada y le agregó crema para espesar el relleno.
El concepto de pastel de pichón sí existe fuera de Inglaterra, pero de forma más literal, es decir, sí contiene pichón. En Italia se le conoce como piccioni all'inglese. El chef italiano Pellegrino Artusi, en su obra La scienza in cucina e l'arte di mangiar bene explica que, aunque sabe que la receta no coincide con la versión inglesa tradicional, «no [le] importa un comino». En los Estados Unidos, el pastel de pichón aún se prepara con pichones. En su libro Cooking for profit (1893), Jessup Whitehead incluye una receta para preparar un pastel con 18 pichones en salsa.

## En la cultura popular
En el 2009, menos del 3% de los adolescentes británicos había probado este platillo, por lo que se ha incluido entre las recetas clásicas británicas que se encuentran «en peligro».
En la revista literaria All the Year Round, fundada y editada por Charles Dickens, tanto este como William Wilkie Collins criticaron el platillo, refiriéndose a él como «el más incongruente y el más detestable» de los pasteles provenientes de la región del West Country.
En el libro Gallynipper in Yankeeland (1882), el autor compara a la ciudad de Nueva York con este platillo, al referirse a ella como «un gran pastel de pichón» debido al contraste entre ingredientes (o, en el caso de la ciudad, de personas).
El pastel de pichón ha sido objeto de varios poemas. Por ejemplo, en The Squab-Pie. A Devonshire Tale, publicado en 1827, el poeta John Taylor cuenta en verso cómo al capitán de un barco en Plymouth se le olvidó comprar carne para su viaje. Un niño que viaja a bordo del barco va a una panadería en el pueblo para recoger un gran pastel de pichón por un penique, aunque él no era quien lo había encargado. La familia que le había encargado el pastel al panadero para no tener que cocinar ese domingo intenta encontrarlo, pero sin éxito. Taylor explica así la moraleja: si alguien cree que es pecado cocinar en domingo, entonces no debería pedirle a un panadero que cocine en su lugar para disfrutar de una gran comida.
En la obra  Specimens of Cornish provincial dialect (1846) de William Sandys, un hombre de Bodmin, Cornualles, recita los ingredientes en verso. Sandys también incluye un relato ambientado en la época navideña en Cornualles que menciona el pastel servido con un acompañamiento de puré de papas y sardinas. En Verses Occasioned by Ben Tyrrell's Mutton Pies, publicado en 1772, Thomas Warton también confirmó que el pastel de pichón llevaba carne de carnero y que procedía de Cornualles.
En un escrito de 1911, el autor William Crossing, originario de Devon, se refiere a una breve rima popular acerca del pastel de pichón: Mutton, onions, apples and dough, Make a good pie as any I know.  Sin embargo, no explica de dónde la conoce. En la canción Glorious Devon, escrita por Sir Edward German en 1905, se elogian varios platos de Devonshire, tales como el pastel de pichón, el dulce de leche cuajada y la sidra.
Otra leyenda acerca del pastel de pichón, junto con los demás pasteles inusuales de Cornualles, es que fueron la razón por la que el diablo nunca se acercaba a Cornualles. En su libro Popular Romances of the West of England; or, The Drolls, Traditions, and Superstitions of Old Cornwall, una colección de tradiciones de la región, Robert Hunt explica que el diablo cruzó el Río Tamar hacia Torpoint. En el libro, Hunt deduce que el diablo descubrió que la gente de Cornualles usaba cualquier cosa como relleno de pastel y que por ello decidió marcharse y regresar a Devon antes de que a los pobladores les entraran ganas de un pastel «endiablado».